# فليكس باص
فليكس باص (بالإنجليزية: Flixbus)‏ هي شركة ألمانية تقدم خدمة التنقل الحافلات بين المدن في أوروبا والولايات المتحدة.لا تمتلك الشركات أو توظف السائقين.خدماتها تقدم بالتعاون مع شركات محلية، الشركات المحلية مسئولة عن نشغيل الخط وشركة فليكس باص مسئولة عن التخطيط والتسويق وإدارة الجودة وخدمة العملاء.تحصل الشركة على نسبة 25-30% من التذكرة والباقي يذهب للشركات المحلية.

## ركاب
وفقًا للإحصاءات التي نشرتها الشركة في شباط 2018, 60٪ من عملاء الشركة من الإناث و 33٪ تتراوح أعمارهم بين 18 و 25 عامًا.